# Vâch
Vâch (Vac, Vak, spraak) is in het hindoeïsme de koegodin van de spraak. Ze is het eerste geluid en de bron van taal. Vâch is de moeder van de Veda's en de koningin van de goden. 
In de Aitareya Aranyaka is Vâch de vrouw van Indra, maar in de Padma Purana is ze de echtgenote van Kashyapa (Visie), de moeder van emoties en de vriendin van goddelijke musici (Gandharva's). In de latere Vedische literatuur is Vâch gelijkgesteld aan Sarasvati, de echtgenote van Brahmâ. Gayatri wordt net als Vâch moeder van de Veda's genoemd en geïdentificeerd als Brahmâ's echtgenote. Brahmâ is een scheppergod, die herboren wordt uit een door hem zelf geschapen gouden ei (Hiranyagarbha).
Volgens RV (Rig Veda 1.164.45 bestaat de spraak uit vier gedeelten, waarvan de mens slechts een deel spreekt. Vâch kent vier aspecten: Vaikhari, Madhyama, Pasyanti en Para. Vaikhari is het hoorbare en Para de subtielste vorm van geluid.  
De Manu Smriti 1.32 stelt dat Brahma zijn lichaam in tweeën verdeelde, in een mannelijk en vrouwelijk deel. Van het mannelijke deel, Viraj, werd Svayambhuva Manu geboren, die vervolgens de vader van de tien Prajapati's was. De Bhavishya Purana noemt het mannelijke en vrouwelijke deel van Brahma respectievelijk Manu en Satarupa (Sarasvati, Vâch). De schepping begon met de vereniging van Satarupa en Viraj.